# Dwight Freeney
Dwight Jason Freeney (nacido el 19 de febrero de 1980 en Hartford, Connecticut) es un exjugador de fútbol americano que ocupó la posición de defensive end. Fue elegido en la primera ronda del Draft de la NFL de 2002 por los Indianapolis Colts, y fue seleccionado siete veces al Pro Bowl a lo largo de sus 17 años en la liga.

## Carrera universitaria

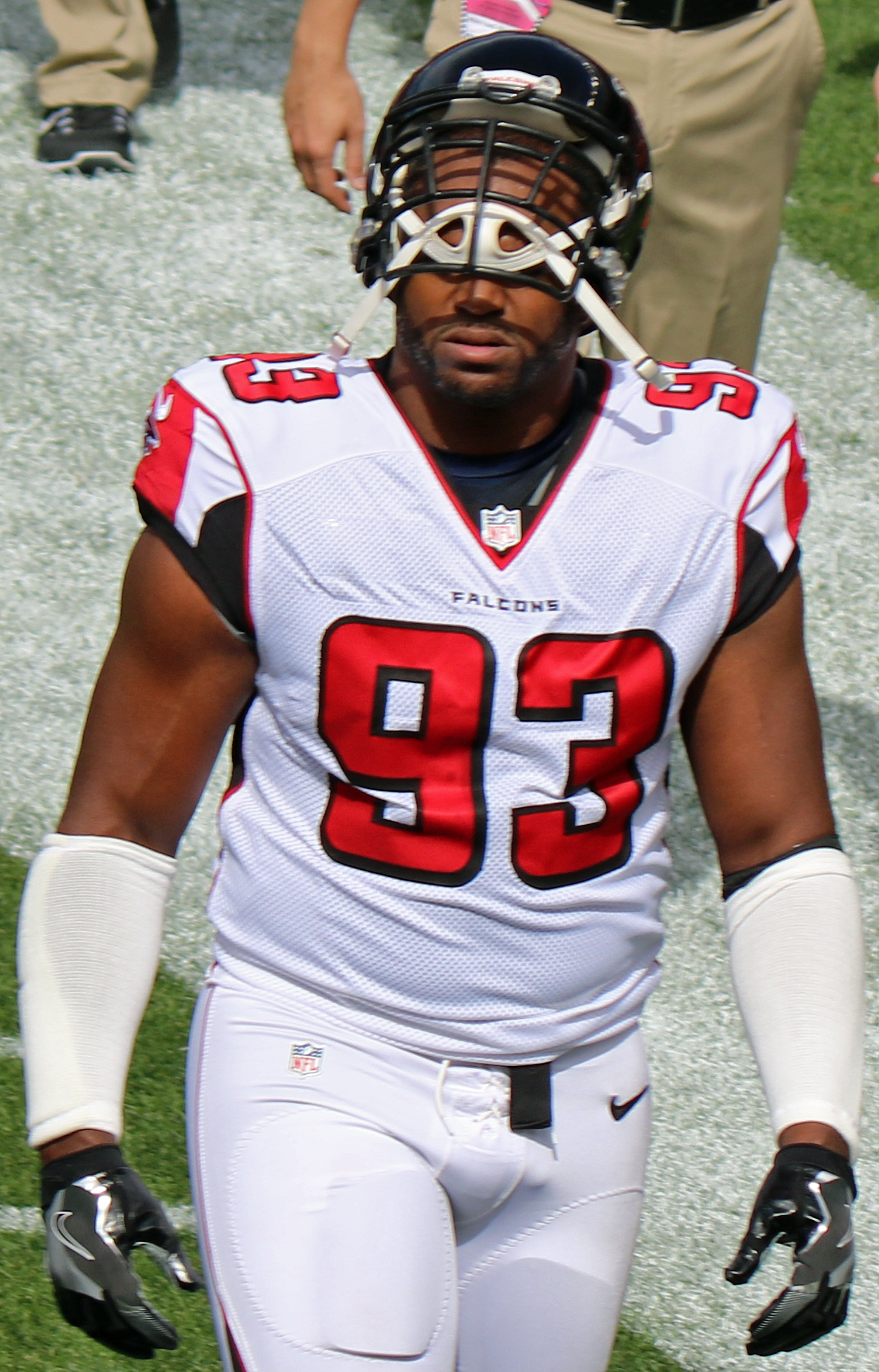
Dwight Freeney en 2016

Freeney recibió una beca deportiva para asistir a la Universidad de Siracusa, donde jugó para Syracuse Orange entre 1998 a 2001. Estableció un récord de la escuela con 17.5 capturas en su último año y sus 34 capturas en su carrera ocupan el primer lugar en la historia de la escuela. Freeney una vez tuvo una serie de 17 juegos consecutivos con al menos una captura. Contra Virginia Tech, Freeney capturó al esquivo quarterback Michael Vick 4,5 veces en un juego.
Terminó su carrera universitaria con 104 tacleadas (68 solitario), 34 capturas de mariscal de campo, 51 tacleadas para pérdida y 43 presiones al mariscal de campo. Él fue selección al primer equipo All- Big East Conference en 2000 y 2001, y fue reconocido como un unánime el primer equipo All-American después de su última temporada en 2001.
Mientras asistía a Siracusa con 255-libras, Freeney se cronometró 4,40 segundos en las 40 yardas y registró 40-pulgadas de salto vertical. Este es uno de los tiempos más rápidos jamás registrados por un liniero defensivo.

## Carrera profesional

### Indianapolis Colts
Freeney fue seleccionado por los Indianapolis Colts con la selección número 11 en el Draft 2002 de la NFL. Estableció un récord para un novato de la NFL en 2002 con 9 balones sueltos forzados, 3 de los cuales ocurrieron en un solo juego contra el exjugador de fútbol de Syracuse, Donovan McNabb . Freeney fue subcampeón en el Premio al Novato Defensivo del Año de la NFL.
Al redactarse en Indianápolis en 270 libras Freeney se registró en 4,48 segundo en yarda 40 y el mismo registro de 40 pulgadas de salto vertical.
En el 2004, la tercera temporada de Freeney, lideró la NFL con 16 capturas. Al final de su tercera temporada, la temporada de Freeney lo marcó como el 3 jugador más rápido en lograr 40 capturas.
En 2006, Freeney ayudaría a los Colts a derrotar a los Chicago Bears en el Super Bowl XLI para convertirse en campeones de la NFL.

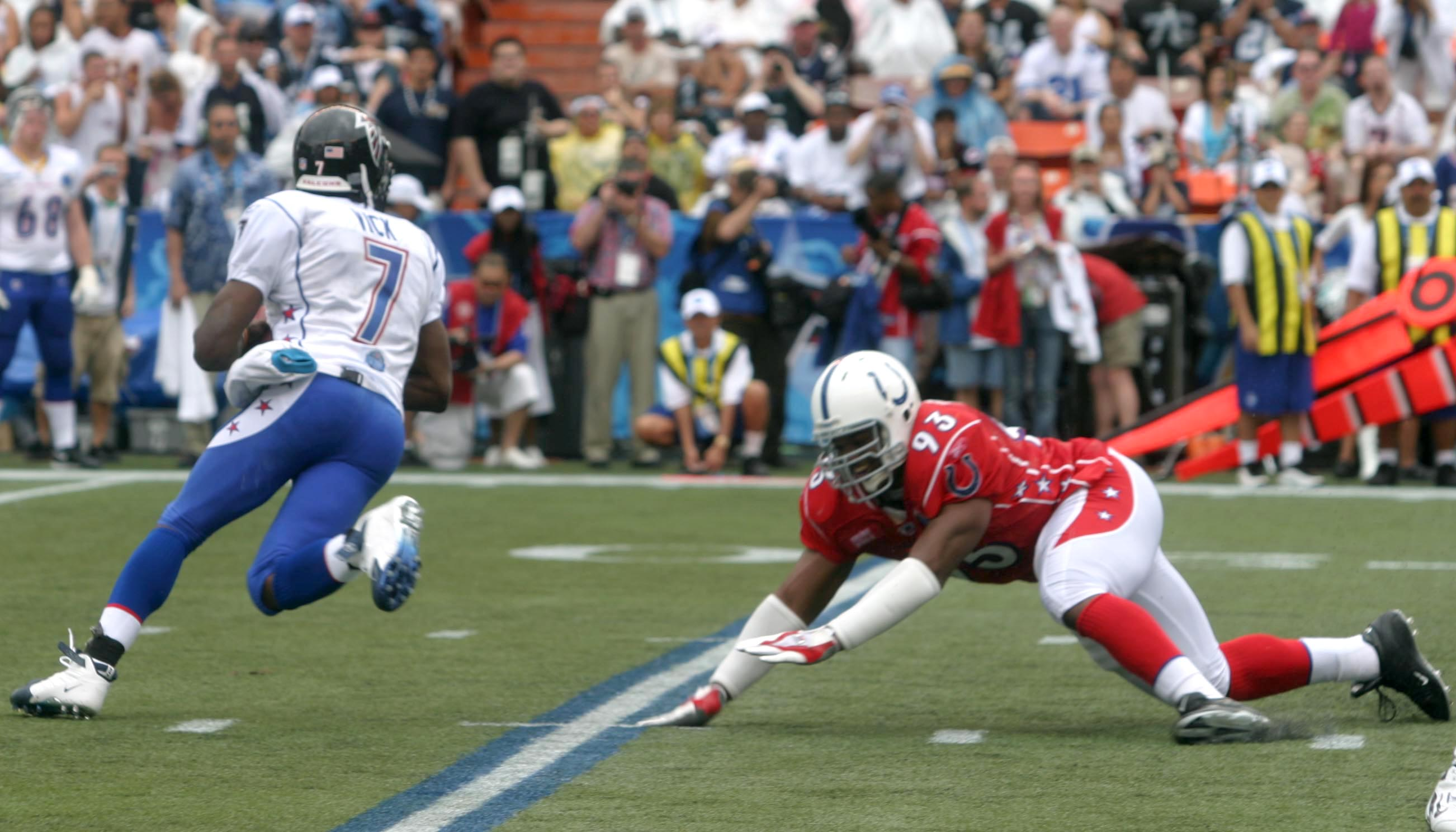
Freeney en un intento de captura a Michael Vick en el Pro Bowl 2006.

El 19 de febrero de 2007, los Colts le colocaron Freeney la etiqueta de jugador franquicia cuando expirara su contrato de novato. Esta medida permitió Bill Polian y a los Colts tiempo para trabajar en un contrato a largo plazo. El 13 de julio de 2007 Freeney firmó un contrato de seis años y $ 72 millones con $ 30 millones en garantías y transformó a Freeney uno de los jugadores defensivos mejor pagados de la NFL.
Freeney fue multado con 20.000 dólares por la NFL por su improperio en una entrevista tras el final de la campaña 2008-09 de playoffs de los Colts, que terminó con una derrota en tiempo extra 23-17 contra los San Diego Chargers . La NFL multo a Freeney para hacer "comentarios inadecuados sobre el arbitraje". Freeney, frustrado porque en tiempo extra fueron sancionados con tres castigos, dos de “holding” y uno por faúl personal donde les costo el partido. En la entrevista dijo a Yahoo! Sports tras el partido: "Ésas fueron las peores (censurado) marcaciones que he visto en mucho tiempo. Tener un juego de esa magnitud que se te va de las manos, es simplemente desagradable. No es que hayan hecho una (censurado) mala marcación, son tres marcaciones, en tiempo extra ... necesitan hacer una investigación".
Dwight Freeney registró 43 balones sueltos forzados en su carrera con los Colts, cuatro menos que el líder de todos los tiempos Jason Taylor.
En 2012, Freeney fue convertido de ala defensiva a apoyador externo bajo el nuevo entrenador en jefe Chuck Pagano.

### San Diego Chargers
El 18 de mayo de 2013, Freeney firmó un contrato de dos años con los San Diego Chargers.

### Arizona Cardinals
El 12 de octubre de 2015, Freeney firmó un contrato de un año y $870.000 con los Arizona Cardinals, más incentivos por cada captura hecha durante la temporada. Apareció en un total de nueve juegos, liderando al equipo con ocho capturas y registrando tres balones sueltos forzados.

### Atlanta Falcons
El 2 de agosto de 2016, Freeney firmó un contrato de un año con los Atlanta Falcons. Registró un total de tres capturas en 15 juegos, y ayudó al equipo a llegar al Super Bowl LI, donde registró un captura en la derrota ante los New England Patriots por 34-28.

### Seattle Seahawks
El 24 de octubre de 2017, los Seattle Seahawks firmaron a Freeney por una temporada. Luego de registrar tres capturas en cuatro juegos, fue liberado por el equipo el 21 de noviembre.

### Detroit Lions
El 22 de noviembre de 2017, Freeney fue adquirido por los Detroit Lions.

## Estadísticas generales
|  | Seleccionado al Pro Bowl |

| Año   | Equipo  | Juegos | Juegos | Tacleadas | Tacleadas | Tacleadas | Tacleadas | Intercepciones | Intercepciones | Intercepciones | Intercepciones | Intercepciones | Intercepciones | Balones sueltos | Balones sueltos | Balones sueltos | Balones sueltos |
| Año   | Equipo  | GP     | GS     | Comb      | Total     | Ast       | Sck       | PDef           | Int            | Yds            | Avg            | Lng            | TDs            | FF              | FR              | Yds             | TDs             |
| ----- | ------- | ------ | ------ | --------- | --------- | --------- | --------- | -------------- | -------------- | -------------- | -------------- | -------------- | -------------- | --------------- | --------------- | --------------- | --------------- |
| 2002  | IND     | 16     | 8      | 46        | 45        | 1         | 13.0      | 1              | --             | --             | --             | --             | --             | 9               | 1               | 0               | 0               |
| 2003  | IND     | 15     | 13     | 34        | 29        | 5         | 11.0      | 1              | --             | --             | --             | --             | --             | 4               | 2               | 23              | 1               |
| 2004  | IND     | 16     | 16     | 36        | 33        | 3         | 16.0      | 3              | --             | --             | --             | --             | --             | 3               | 0               | --              | --              |
| 2005  | IND     | 16     | 13     | 42        | 36        | 6         | 11.0      | 3              | --             | --             | --             | --             | --             | 6               | 0               | --              | --              |
| 2006  | IND     | 16     | 16     | 29        | 26        | 3         | 5.5       | 2              | --             | --             | --             | --             | --             | 4               | 0               | --              | --              |
| 2007  | IND     | 9      | 9      | 21        | 18        | 3         | 3.5       | 0              | --             | --             | --             | --             | --             | 4               | 0               | --              | --              |
| 2008  | IND     | 15     | 14     | 28        | 24        | 4         | 10.5      | 0              | --             | --             | --             | --             | --             | 4               | 0               | --              | --              |
| 2009  | IND     | 14     | 9      | 24        | 19        | 5         | 13.5      | 1              | --             | --             | --             | --             | --             | 1               | 0               | --              | --              |
| 2010  | IND     | 16     | 16     | 25        | 21        | 4         | 10.0      | 2              | --             | --             | --             | --             | --             | 5               | 0               | --              | --              |
| 2011  | IND     | 16     | 15     | 19        | 13        | 6         | 8.5       | 0              | --             | --             | --             | --             | --             | 2               | 0               | --              | --              |
| 2012  | IND     | 14     | 14     | 12        | 10        | 2         | 5.0       | 1              | --             | --             | --             | --             | --             | 1               | 0               | --              | --              |
| 2013  | SD      | 4      | 4      | 2         | 1         | 1         | 0.5       | 0              | --             | --             | --             | --             | --             | 0               | 0               | --              | --              |
| 2014  | SD      | 16     | 9      | 10        | 6         | 4         | 3.5       | 1              | --             | --             | --             | --             | --             | 0               | 1               | 0               | 0               |
| 2015  | ARI     | 11     | 0      | 9         | 8         | 1         | 8.0       | 0              | --             | --             | --             | --             | --             | 3               | 0               | --              | --              |
| 2016  | ATL     | 15     | 1      | 10        | 7         | 3         | 3.0       | 0              | --             | --             | --             | --             | --             | 0               | 0               | --              | --              |
| 2017  | SEA/DET | 9      | 0      | 3         | 3         | 0         | 3.0       | 1              | --             | --             | --             | --             | --             | 0               | 0               | --              | --              |
| Total | Total   | 218    | 157    | 350       | 299       | 51        | 125.5     | 16             | --             | --             | --             | --             | --             | 46              | 4               | 23              | 1               |

Fuente: Pro-Football-Reference.com